# 迭戈·榮凱拉
迭戈·榮凱拉（Diego Junqueira，1980年12月28日—），出生於坦迪爾，是一位阿根廷職業網球運動員，他於2001年轉為職業球手。他的職業生涯最高ATP單打排名是第68名（2009年3月9日）。

## 外部連結
- 迭戈·榮凱拉（英文/西班牙文）的官方資料
- 迭戈·榮凱拉的國際網球總會 職業／青少年 官方資料（英文）
- 迭戈·榮凱拉的官方資料（英文）